# W49B
W49B (también conocida como SNR G043.3-00.2, 3C 398 y AJG 95) es una nebulosa en Westerhout 49, encuadrada en la constelación de Águila. Es el resto de una supernova que probablemente explosionó hace más de 2900 años.

## Resto de supernova
W49B es un resto de supernova de morfología mixta. En ondas de radio, su forma corresponde a una cáscara con un diámetro de 4 minutos de arco. Asimismo, presenta en el infrarrojo anillos formando un «barril», así como rayos X procedentes de líneas prohibidas de níquel y hierro en una barra a lo largo de su eje. W49B es también uno de los restos de supernova más luminosos de la Vía Láctea tanto en la banda de radio de 1 GHz como en rayos gamma de GeV.
Sin embargo, es invisible en longitudes de onda ópticas.
W49B tiene otras propiedades inusuales, como es la emisión de rayos X de cromo y manganeso, algo que solo ha sido observado en otro objeto de este tipo. El hierro solo se ha identificado en la mitad oeste de la nebulosa, mientras que otros elementos están distribuidos por todo el conjunto de la misma.
La cáscara exterior de W49B se interpreta como una burbuja en expansión dentro de una densa nube molecular. La cáscara tiene un diámetro aproximado de 10 pársecs y un grosor de 1,9 pársecs. Dentro de esta envoltura existen «jets» de rayos X; en el lugar donde el «jet» suroeste alcanza la cáscara existe una onda de choque.
Se ha detectado emisión proveniente de W49B en el infrarrojo lejano a 70, 160 y 250 μm, con igual morfología que la encontrada en el infrarrojo medio y en banda de radio. La emisión es especialmente brillante al suroeste del remanente.
W49B es un resto de supernova muy joven —con una edad entre 2900 y 8000 años— que se localiza a una distancia entre 8000 y 11 300 pársecs de la Tierra.

## Progenitor y remanente
El posible progenitor de W49B es una cuestión sobre la que se ha debatido ampliamente. Usualmente W49B ha sido considerado un resto de supernova de colapso de núcleo (CC), dada su peculiar morfología. Se ha sugerido que W49B proviene de una supernova de tipo Ib o Ic: la cantidad de hierro y níquel dentro de este resto de supernova, así como su naturaleza asimétrica, es consistente con una supernova de este tipo. Además, podría ser el primer resto de supernova de este tipo que alberga un agujero negro recién formado.
Sin embargo, estudios posteriores sobre su espectro de rayos X ponen de manifiesto que la abundancia de metales del material expulsado concuerda más con los modelos de una supernova de tipo Ia.
En este sentido, las abundancias de metales en el material expulsado por W49B son aproximadamente consistentes con el colapso del núcleo estelar de un progenitor de menos de 15 masas solares, a excepción del elevado nivel de Mn/Fe. Asimismo, en este escenario se debería haber formado una estrella de neutrones emisora de rayos X, que no ha sido detectada todavía. Por el contrario, una supernova de tipo Ia sí puede explicar la abundancia de manganeso, pero predice valores mucho más altos para todos los metales en el material expulsado.